# Kiblawan
Kiblawan es un municipio filipino de segunda categoría, situado en la parte sudeste de la isla de Mindanao. Forma parte de  la provincia de Dávao del Sur situada en la Región Administrativa de Dávao (en cebuano Rehiyon sa Dabaw), también denominada Región XI. Para las elecciones está encuadrado en el Segundo Distrito Electoral.

## Barangayes
El municipio de Kiblawan se divide, a los efectos administrativos, en 30 barangayes o barrios, conforme a la siguiente relación:
| - Abnate - Bagong Negros - Bagong Silang - Bagumbayán - Balasiao - Bonifacio | - Bunot - Cogon-Bacaca - Dapok - Ihan - Kibongbong - Kimlawis | - Kisulán - Lati-án - Manual - Maraga-a - Molopolo - Nueva Sibonga | - Panaglib - Pasig - Población - Pocaleel - San Isidro - San José | - San Pedro - Santo Niño - Tacub - Tacul - Waterfall - Bulol-Salo |

## Historia
El actual territorio de la provincia de Davo del Sur  fue parte de la provincia de Caraga durante la mayor parte del Imperio español en Asia y Oceanía (1520-1898).
A principios del siglo XX la isla de Mindanao se hallaba dividida en siete distritos o provincias.
El Distrito 4º de Dávao, llamado hasta 1858  provincia de Nueva Guipúzcoa, tenía por capital el pueblo de Dávao e incluía la  Comandancia de Mati.
Bansalán forma parte de la provincia de Dávao.
El 18 de junio de 1966 fue creado este nuevo municipio cuyo término fue segregado del de Sulop. Lo forman los barrios de Bagumbayán, Paitán, Kiblawan, Kibungbung, Manual, Nueva Sibonga, Maraga-a, Ihan, Bunot, Latián, Balasiao, Apik y Dapok.
En 1967, la provincia de Dávao se divide en tres provincias: Dávao del Norte, Dávao del Sur y Dávao Oriental.